# Lotteria
Lotteria (кор. 롯데리아) — южнокорейская компания, управляющая сетью ресторанов быстрого питания в Восточной Азии, открывшая свой первый ресторан в Токио, Япония в сентябре 1972 года. Получив свое название от материнской компании Lotte Corporation, в настоящее время имеет франшизы в Японии (продана Zensho Holdings), Южной Корее, Индонезии, Вьетнаме, Камбодже, Лаосе и Мьянме. Происхождение названия — сочетание названий компаний Lotte и Cafeteria (кафетерий).

## История
Компания была основана в феврале 1972 года в Токио, Япония, корейским предпринимателем Син Кюк-хо. Первые франшизы открылись в Нихонбаси, Уэно и Иокогаме в сентябре того же года. В 1979 году Lotteria открылась в Сеуле, Республика Корея. Позже Lotteria распространилась по всей Восточной Азии, добавив точки в Китае, Мьянме, Тайване и Вьетнаме.